# António Moniz de Macedo

Die Belagerung Cailacos 1726 auf dem Planta de Cailacao

António Moniz de Macedo war ein portugiesischer Kolonialverwalter.
Von 1725 bis 1728 und von 1734 bis 1741 war er Gouverneur von Portugiesisch-Timor.
1725 brach die Cailaco-Rebellion mit aller Kraft aus, als der Liurai von Lolotoe ablehnte, seine Fintas (Tributzahlungen) zu zahlen und die portugiesischen Eintreiber nur mit Mühe nach Batugade fliehen konnten. Unter der Führung von Camenaça wurden Kirchen zerstört und Missionare und konvertierte Timoresen ermordet. Der gerade erst neu eingetroffene Macedo versuchte mit den Rebellen zu verhandeln, entsandte dann aber 1726 Truppen nach Cailaco, das als das Hauptquartier der Rebellen angesehen wurde. 40 Tage belagerten die Portugiesen Cailaco, mussten dann aber, auch aufgrund schwerer Regenfälle, aufgeben. Danach wurde Macedo selbst über einen längeren Zeitraum von den Topasse unter Francisco da Hornay II. in der damaligen Kolonialhauptstadt Lifau belagert. Immerhin gaben einige aufständische Liurais am 13. Januar 1727 auf und unterzeichneten ein Bündnis mit den Portugiesen. Auch willigten sie ein, wieder die Fintas zu zahlen.
Als Macedo zu seiner zweiten Amtszeit  1734 in Lifau eintraf, wurde er überraschend freundlich vom Führer der Topasse Gaspar da Costa begrüßt. Für eine Zeit verbesserte sich das Verhältnis zwischen Portugiesen und Topasse. Am 10. Juli 1737 legte Macedo erstmals schriftlich eine Regelung über die Erhebung von Fintas fest. Bis dahin wurden die Abgaben ziemlich willkürlich erhoben und teilweise deckten die Einnahmen nicht einmal die Kosten der Eintreibung. Die Idee einer Kopfsteuer wurde zunächst aufgegeben und erst Anfang des 20. Jahrhunderts wieder aufgegriffen und umgesetzt.